# Внутримышечная инъекция

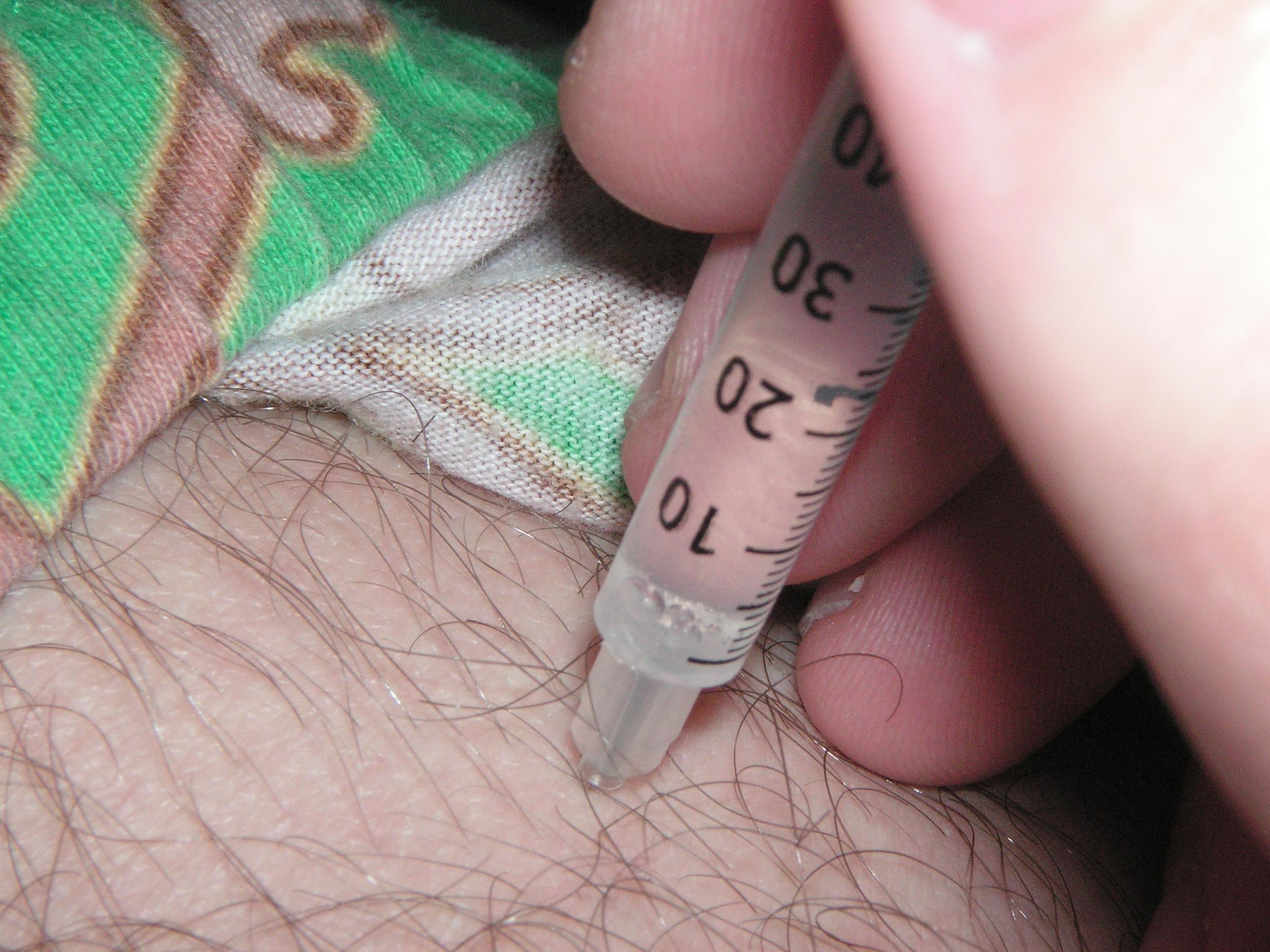
Инъекция в среднюю треть наружной поверхности бедра.

Внутримышечная инъекция, традиционное сокращенное обозначение «в/м» — вид парентерального введения веществ, при котором растворы, эмульсии, суспензии, вводятся непосредственно в мышцу. Один из возможных способов введения лекарств в медицине и ветеринарии.

## К внутримышечному введению прибегают

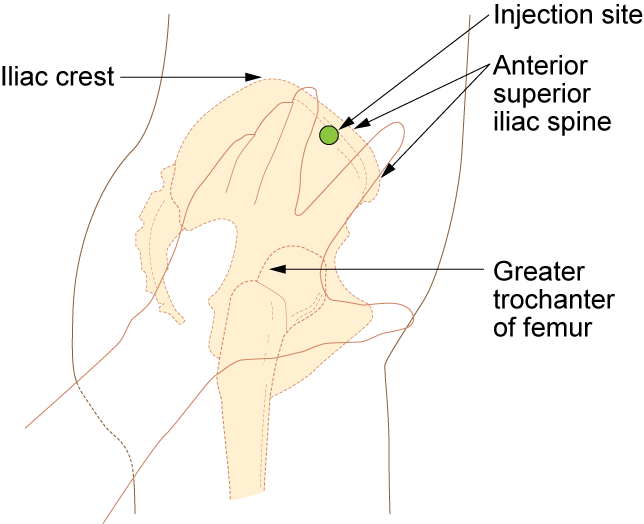
Зеленым показана рекомендуемая область инъекции в большую ягодичную мышцу.

- Когда форма выпуска не позволяет вводить препарат альтернативными способами (например масляные растворы — Ретаболил и пр.)
- При терапевтических показаниях, при котором добиваются создания «депо» препарата в мышечной ткани, и впоследствии его постепенное попадание в сосудистое русло.
- Как единственный доступный метод введения препарата (отсутствие возможности внутривенного, внутриартериального, внутрикостного введения).
- Как самый простой метод с технической стороны проведения (в домашних условиях родственниками, самостоятельное введение).
- В немедикаментозной практике: медицинском фетишизме, наркомании.

## Мышцы в которые вводятся вещества
Для проведение инъекции выбираются крупные мышцы (так же возможно вводить и в другие).
- Дельтовидная мышца (лат. musculus deltoideus). — средняя треть мышцы, не рекомендуются инъекции объёмом более 1,0 миллилитра.
- Трапециевидная мышца (лат. musculus trapezius) — не рекомендуются инъекции объёмом более 1,0 миллилитра
- Четырёхглавая мышца бедра (лат. Musculus quadriceps femoris) — наружная поверхность бедра.
- Большая ягодичная мышца (лат. gluteus maximus) — верхний наружный квадрант ягодицы.

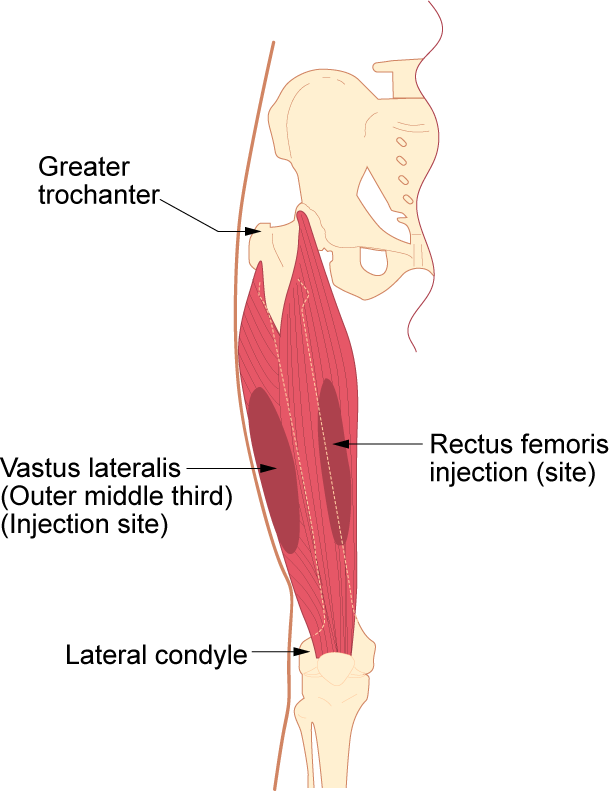
Красным показаны рекомендуемые области для введения веществ в четырехглавую мышцу бедра.

В медицинской практике наиболее часто прибегают к инъекциям в четырёхглавую мышцу бедра, и большую ягодичную мышцу, объём вводимого вещества как правило составляет от 5 миллилитров до 10 миллилитров.

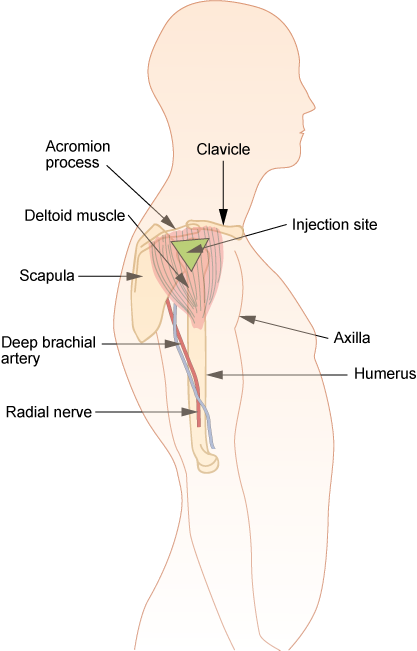
Зеленым показана рекомендуемая область введения в дельтовидную мышцу.

Вещества вводятся в крупные мышцы, и в зависимости от рекомендации различают простое внутримышечное введение (при котором взрослому человеку с нормальным телосложением используется игла 0,7х38 (серая) и глубокое внутримышечное введение для которого используется игла 0,8*3х38 (зеленая).

## Осложнения
- Очень сильная боль в месте инъекции
- Фиброз мышечных волокон
- Возникновение контрактуры
- Гематома
- Паралич и воспаление нерва
- Абсцесс
- Флегмона
- Гангрена
- Местные аллергические реакции
- Крапивница
- Анафилактический шок
- и другие, в том числе генерализованные осложнения.

## Техника проведения
1. Все манипуляции должны производиться с соблюдением мер асептики и антисептики, с использованием мер личной защиты. Любые виды инъекции должны осуществляться лицами, прошедшими обучение. Многие из препаратов могут вводиться только специалистом, владеющим навыками оказания экстренной помощи, или в его присутствии.
2. В соответствие с врачебными рекомендациями и рекомендациями производителя подготавливается препарат (согревается, смешивается и пр.), при этом поверхности флаконов, пробок и края ампулы должны быть обработаны антисептиком, перед инъекцией должна быть сменена игла.
3. Выбирается место введения препарата без видимых повреждений и заболеваний кожных покровов, инфильтратов, воспалений. Область инъекции обрабатывается двукратно от центра к периферии с уменьшением радиуса, затем обрабатывается непосредственно место инъекции
4. Натянув кожные покровы у взрослых или сформировав складку у детей, вводится игла под углом 90 градусов (вертикально), игла вводится на глубину, при которой её небольшая часть видна на поверхности.
5. Рукой, формировавшей область введения, проводится контроль попадания в сосуд — вытягиванием поршня шприца на себя, при отсутствии крови в шприце или в канюле, необходимо ввести лекарственный препарат со скоростью, рекомендованной производителем и врачом.
6. По окончании введения препарата новой салфеткой или тампоном, смоченным в антисептике и положенным на иглу в месте инъекции, игла удаляется, а область инъекции подвергается небольшому массажу для равномерного распределения вещества.
7. После окончания процедуры наблюдают за пациентом из-за возможности проявления аллергических реакций.